# Kevin Farrugia
Kevin Farrugia (7 luglio 1975) è un ex calciatore maltese, di ruolo centrocampista.

## Carriera

### Club
Ha giocato nella massima serie del campionato maltese con varie squadre.

### Nazionale
Con la Nazionale maltese ha giocato una partita nel 1997.